# Iván Mushkétov
Iván Vasíliyevich Mushkétov (en ruso: Ива́н Васи́льевич Мушке́тов; Alekséyevskaya, 22 de enero de 1850—San Petersburgo, 23 de enero de 1902) fue un geólogo, tectónico, explorador y geógrafo del Imperio ruso. Fue profesor del Instituto de Minería de San Petersburgo y miembro de la Sociedad Geográfica Rusa.
Explorador de Asia Central, realizó estudios geológicos en los Urales, el Cáucaso, así como investigaciones a lo largo del Ferrocarril Circum-Baikal (parte del Ferrocarril Transiberiano) en Siberia Oriental. Desarrolló el primer diagrama con base científica de la estructura geológica de Asia Central durante los estudios correspondientes a los proyectos de construcción del ferrocarril de Asia Central.

## Biografía

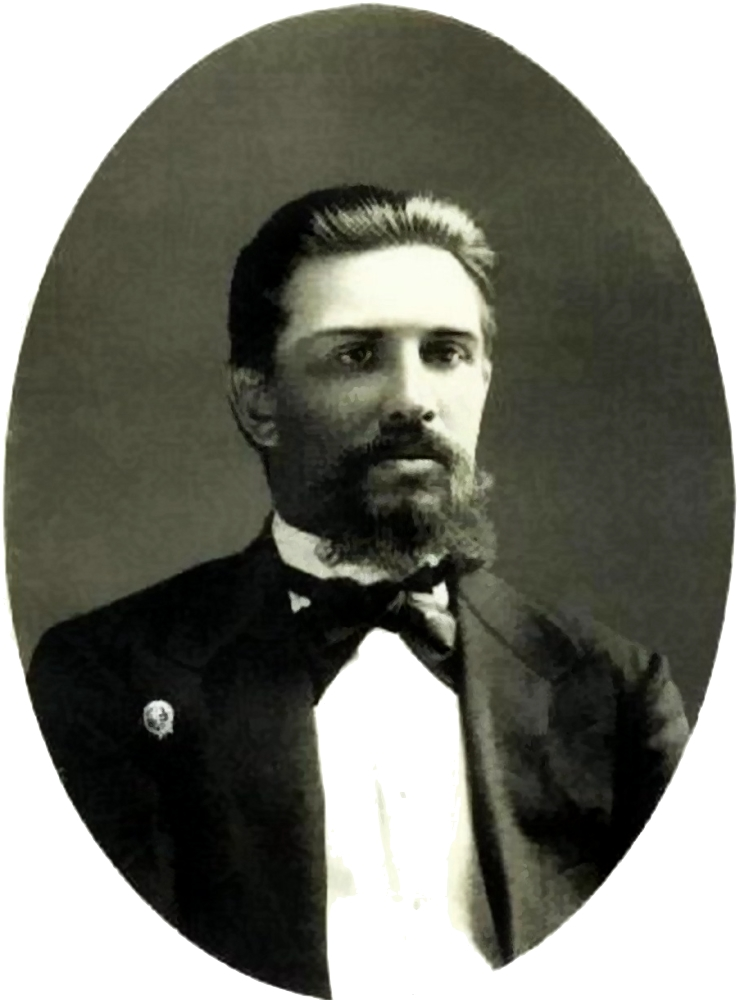
Mushkétov en 1872.

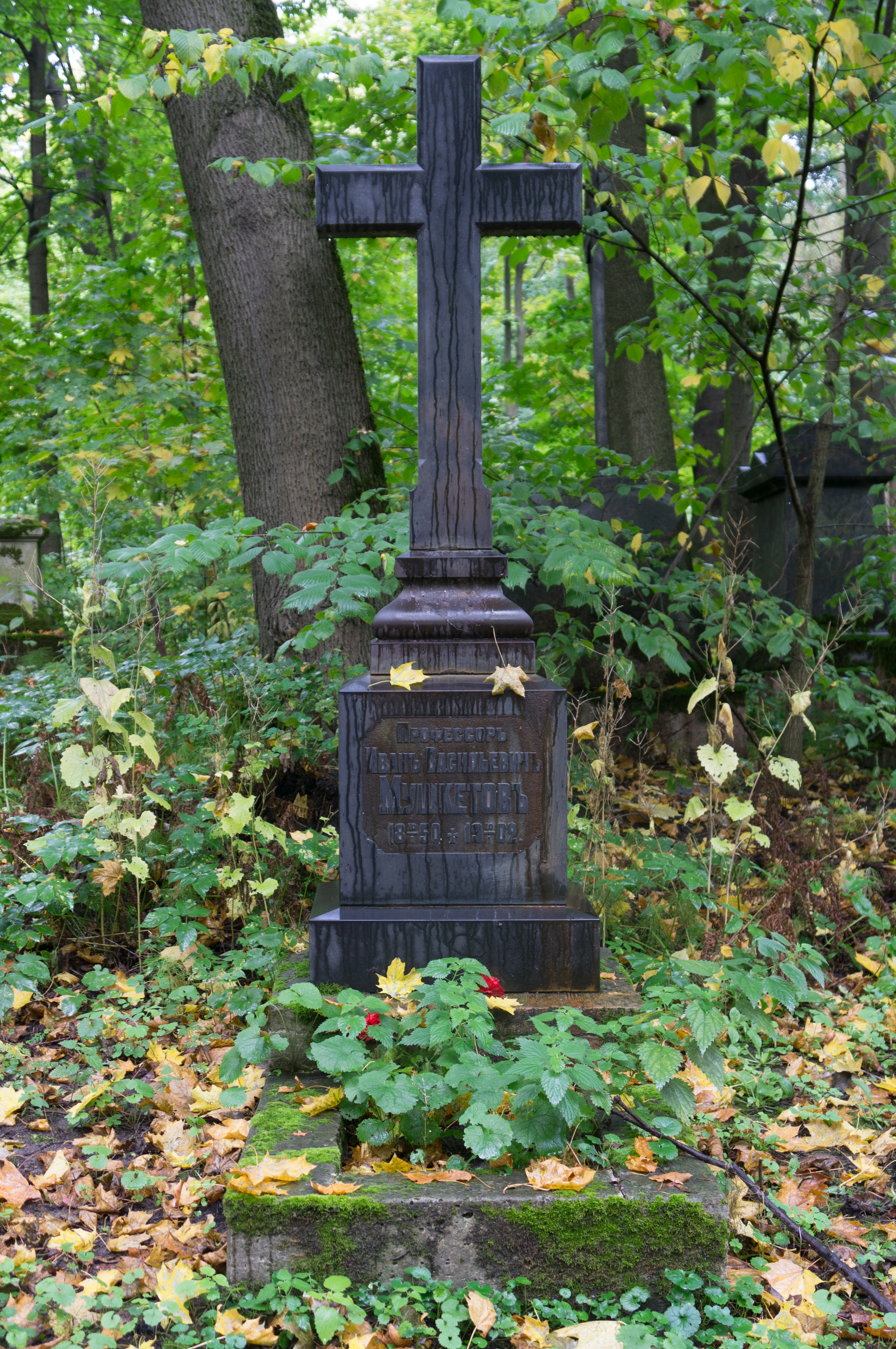
Tumba en el cementerio de Smolensk.

Mushkétov nació el 21 de enero de 1850 en Alekséyevskaya, en la región cosaca del Jopior en el óblast del Voisko del Don del Imperio ruso. Su padre era uriádnik de la stanitsa Mijailóvskaya Vasili Yevgrafovich Mushkétov. A los cuatro años perdió a su madre y hasta los ocho vivió con la familia de su abuelo.
Durante dos años (1858-1860) estudió en la escuela parroquial de Uriúpinskaya y en 1860 ingresó en el gimnasio de Novocherkask, donde se graduó en 1867. Durante sus estudios, el profesor de ciencias del gimnasio Semión Nomikosov jugó un papel importante, inculcando en Iván el amor por la naturaleza y la geología. Como becario del Ejército del Don, se graduó en el Instituto de Minería de San Petersburgo en 1873. En junio de 1872 se graduó en el séptimo lugar de la lista en el Instituto de Minería y recibió el diploma (n.º 702) de ingeniero de minas. Desde sus años de estudiante comenzó a dedicarse a la investigación científica en el campo de la geología y la geografía. En 1872 exploró los Urales del Sur, donde llevó a cabo estudios sobre minerales.
Al inicios (a partir de agosto de 1874) y en la segunda mitad (1877) de la década de 1870 realizó varios viajes por Asia Central explorando el Tien Shan y el Pamir-Alái. A principios de mayo de 1875, comenzó a estudiar las crestas del norte de Tien Shan y la región de Kulja. Mushkétov describió en detalle la ubicación de los grandes depósitos minerales encontrados: carbón (depósito de Kulja), manganeso, plata, minerales de cobre y plomo. En 1876 estudió las vetas auríferas del campo de Kochkar en los Urales. Durante los preparativos para la construcción del ferrocarril de Asia Central, realizó estudios geográficos de la zona.
En el otoño de 1873, en Taskent, recibió el puesto de funcionario subalterno de asignaciones especiales para la parte montañosa de la Gobernación General del Turkestán.
El 1 de diciembre de 1877 defendió su tesis en una reunión del Consejo Académico del Instituto de Minería de San Petersburgo y recibió el título académico de profesor asociado en el departamento de Geología, Geognosia y depósitos minerales. Ese mismo año fue nombrado profesor de este departamento.
En 1880, Mushkétov recibió el premio más alto de la Sociedad Geográfica Rusa: la medalla Constantino por su investigación, que cubrió casi toda la parte montañosa de la región del Turquestán, desde las montañas de Dzungaria y Kulja hasta el norte de Pamir, Hisor y la frontera norte de Afganistán, la mayor parte del kanato de Bujará y las arenas de Karakum y Kyzyl-Kum. Mushkétov no sólo fue el primero en hacer una descripción científica fundamental de la región de Turquestán, sino que también compiló su primer mapa geológico junto con Guennadi Romanovski. Fue galardonado dos veces con el premio de Macario por sus obras: "Descripción geológica del Turquestán" y "Geología física".
Fue el supervisor científico de muchos estudiantes del Instituto de Minería, entre ellos  Vladímir Óbruchev y Karol Bohdanowicz.
Iván Mushkétov organizó un servicio permanente de observación sísmica en Rusia, que inicialmente dirigió. Desde 1882 fue el geólogo principal del Comité Geológico del gobierno ruso. Como resumen de toda su investigación científica, escribió una obra fundamental: "Geología física", que se convirtió en una referencia a no solo en la ciencia nacional, sino también en la mundial de esa época.
Enseñó geografía física en el Instituto Histórico y Filológico (1883-1892), en el Instituto de Ingenieros Ferroviarios de San Petersburgo (1884-1902), en los Escuela Superior para Mujeres y en la Escuela de Educación Física P. F. Lesgaft.
Murió de neumonía el 23 de enero de 1902 en San Petersburgo. Fue enterrado en el cementerio ortodoxo de Smolensk, en San Petersburgo. La lápida sobre la tumba de Iván Mushkétov está incluida en la Lista de objetos del patrimonio histórico y cultural de importancia federal de Rusia ubicados en San Petersburgo.

### Familia
Su esposa era Yekaterina Pávlovna Mushkétova (de soltera Iossa) (1854-1925), hija de Pável Andréyevich Iosa (1827-1881), ingeniero de minas, jefe de distritos mineros y fábricas en los Urales, hermano de Grigori y Aleksandr Iossa. Hijos:
- Dmitri (1882-1938) - geólogo, profesor, rector del Instituto de Minería, director de institutos y museos, presidente del Comité Geológico. Fue arrestado en 1937 y fusilado en Leningrado, rehabilitado en 1956.
- Mijaíl (1887-¿después de 1923?) - sótnik del ejército del Don, ingeniero mecánico; desde mayo de 1920 en Yugoslavia. Entre 1921 y 1923, miembro de la Unión de Ingenieros Rusos.

## Publicaciones
- Riquezas minerales del Turquestán ruso (1878).[10]
- Mapa geológico del Turquestán (con Guennadi Romanovski, San Petersburgo, 1884).
- Turquestán. Descripción de la Geología y el Relieve en base a los datos recopilados durante viajes en 1874-1880. (1886, 1906)
- Geología física (1888, 1891).
- Prospecciones geológicas a lo largo del ferrocarril Circum-Baikal (1904, 1910, póstumo).

## Homenaje
- Glaciar Mushkétov en el Tien Shan Central.
- Glaciar Mushketov en el Pamir.
- Estrecho de Mushkétov en el raión de Dikson, Taimiria.
- Mushkétove en Donetsk, estación de tren inaugurada en diciembre de 1893.
- Mushkétovo: un pueblo en las antiguas tierras del ejército del Don, no lejos del pueblo Yuzovka (parte de la ciudad de Donetsk).
- Calles en Rostov del Don, Volgogrado, Donetsk, Osh y Peschanka.

La mushketovita es un pseudomorfo del mineral magnetita basado en cristales de hematita.
Por él reciben su nombre los organismos fósiles
- Lissatrypa muschketovi, Nikiforova, 1937 - clase de braquiópodos, silúrico superior de Ferganá.
- Muschketowicrinus, Schewtschenko en Stukalina, 1982 - clase de crinoideos, silúrico inferior de Asia Central.
- Pentagonocyclus muschketowi, Schewtschenko, 1964 - clase de crinoideos, silúrico inferior de Asia Central.